# Brive Hockey Club
Le Brive Hockey Club abrégé en BHC, est un club français de hockey sur glace basé à Brive-la-Gaillarde. L’équipe porte le surnom des Grands Ducs.
Fondé en 1972, le Brive Ice Skating (nom de l’époque) est un club omnisports comprenant des sections hockey sur glace, patinage artistique et danse sur glace. Inscrit rapidement en Division 3, les Brivistes ne parviendront jamais à s’extraire de celle-ci. C’est sous l’appellation « Club des sports de glace de Brive » (CSGB), que le club connaît le meilleur résultat aura lieu lors des saisons 1987-1988 et 1990-1991 lorsque les Grands Ducs échoueront à un point des play-offs, devancés en cela par les clubs de Poitiers puis de Limoges.
En 1993, le club change de nom et devint le Brive Hockey Club. Mais, rapidement, les difficultés financières augmentent et à la fin de la saison 1997, le club cesse de participer aux championnats nationaux pour se consacrer à la section loisirs. En 2002, une école de hockey est mise en place.

## Ancien logo

## Historique

### Palmarès
- néant.

### Résultats saison par saison
| Saison    | Division   | Classement          | Note                |
| --------- | ---------- | ------------------- | ------------------- |
| 1972/1973 | Division 3 | ?                   | Reste en Division 3 |
| 1973/1974 | Division 3 | ?                   | Reste en Division 3 |
| 1974/1975 | Division 3 | ?                   | Reste en Division 3 |
| 1975/1976 | Division 3 | ?                   | Reste en Division 3 |
| 1976/1977 | Division 3 | ?                   | Reste en Division 3 |
| 1977/1978 | Inactif    |                     |                     |
| 1978/1979 | Inactif    |                     |                     |
| 1979/1980 | Division 3 | 4e (Zone Sud-Ouest) | Reste en Division 3 |
| 1980/1981 | Division 3 | 6e (Zone Sud-Ouest) | Reste en Division 3 |
| 1981/1982 | Inactif    |                     |                     |
| 1982/1983 | Inactif    |                     |                     |
| 1983/1984 | Inactif    |                     |                     |
| 1984/1985 | Division 3 | 5e (Zone Sud-Ouest) | Reste en Division 3 |
| 1985/1986 | Inactif    |                     |                     |
| 1986/1987 | Division 3 | ?                   | Reste en Division 3 |
| 1987/1988 | Division 3 | 2e (Zone Sud-Ouest) | Reste en Division 3 |
| 1988/1989 | Division 3 | 5e (Zone Sud-Ouest) | Reste en Division 3 |
| 1989/1990 | Division 3 | 3e (Zone Sud-Ouest) | Reste en Division 3 |
| 1990/1991 | Division 3 | 2e (Zone Sud-Ouest) | Reste en Division 3 |
| 1991/1992 | Division 3 | 5e (Zone Sud-Ouest) | Reste en Division 3 |
| 1992/1993 | Division 3 | 3e (Zone Sud-Ouest) | Reste en Division 3 |
| 1993/1994 | Division 3 | ?                   | Reste en Division 3 |
| 1994/1995 | Division 3 | 6e (Zone Sud-Ouest) | Reste en Division 3 |
| 1995/1996 | Division 3 | ?                   | Reste en Division 3 |
| 1996/1997 | Division 3 | 5e (Zone Sud-Ouest) | Reste en Division 3 |

## Personnalités historiques du club
- Robert Waldschmidt (entraîneur).
- Patrick Champeil (entraîneur/joueur).